# 협각

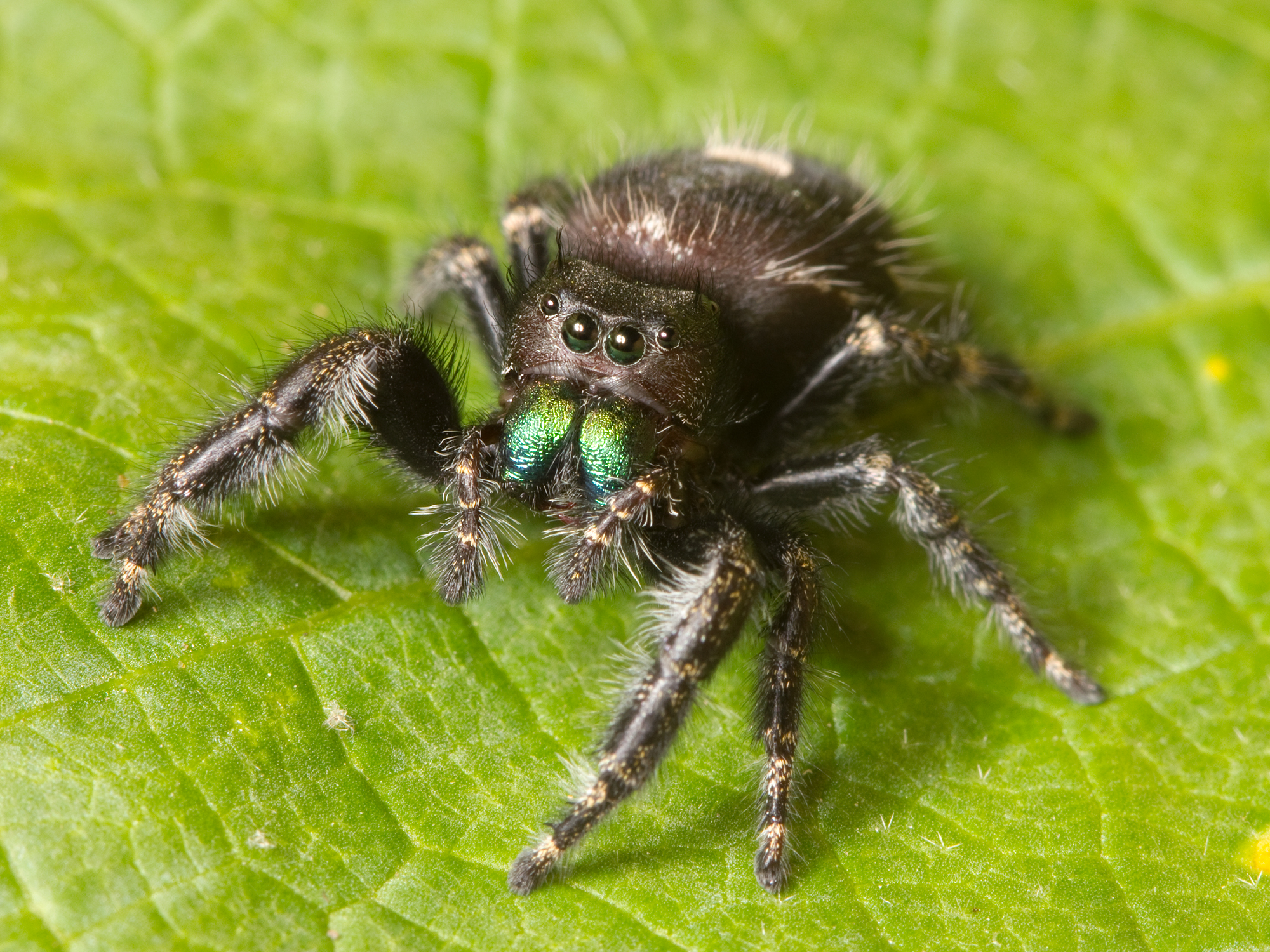
깡충거미류인 Phidippus audax. 협각의 기부가 무지갯빛의 녹색을 띠고 있다.

협각(鋏脚. Chelicera)은 거미강, 투구게, 바다거미가 속해 있는 협각아문 동물들이 가진 구기(口器)이다. 보통 '턱'으로 불리는 협각은 관절형 독이빨 또는 집게발의 일종으로 볼 수 있다. 모든 거미에게서 찰을 수 있는 일부 협각은 속이 비어있고 독샘이 들어 차 있(거나 연결되어)어 먹이 또는 인식된 위협에게 독액을 주입하는 데 사용된다. 앉은뱅이와  장님거미의 경우 협각 위에 추가 구조물이 달려 있어 몸단장용으로 쓰인다.(앉은뱅이의 경우 이를 '수염다리'(papillae)라고 하며, 통거미목의 경우 이를 '협각치'(cheliceral teeth)라고 한다). 파라트레칼레아속(Paratrechalea) 거미의 경우, 암컷과 수컷이 협각에서 성적이형을 보이는데, 그 이유는 수컷이 협각을 암컷에게 짝짓기 신호를 주는 용도로 사용하기 때문이다.

## 종류

협각의 종류: (A) 주머니칼형, (B) 갈고리/가위형, (C) 3분할 집게형

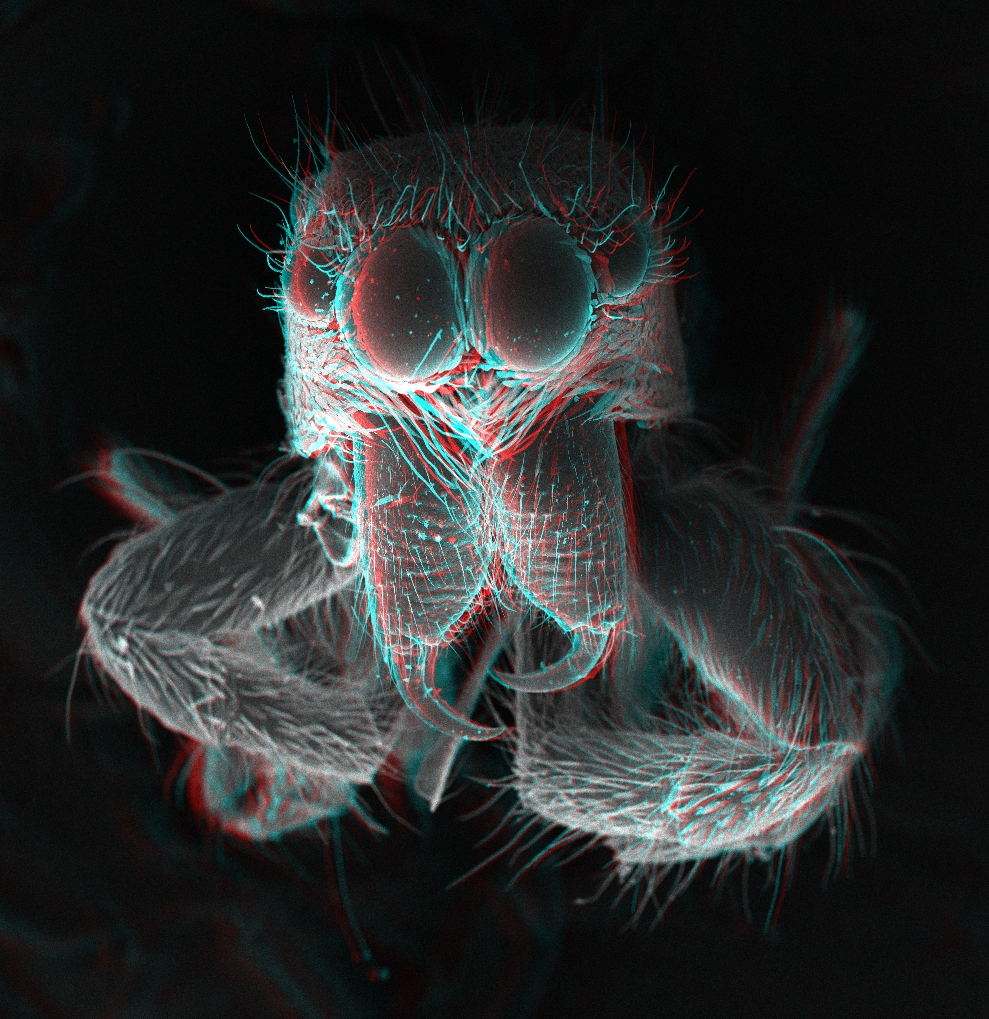
깡총거미의 협각을 삼차원으로 나타낸 모습. 촉지는 협각을 관찰하기 위해 제거되었다.

협각은 크게 세 가지의 종류로 구분된다.(주머니칼형, 갈고리/가위형, 3분할 집게형)

### 주머니칼형 협각
주머니칼형 협각은 집게 모양에 가까운 형태(밑마디의 고정 돌기가 퇴화했거나 없는 형태)이며 두 마디로 구성된다. 이 유형의 협각은 전적으로 사폐계통군에서만 나타난다.
주머니칼형 협각은 두 가지의 형태(정악형과 순악형)가 있다. 정악형(正顎形. Orthognathous) 협각은 체축에 평행한 부속지의 움직임을 가능하게 하는 방식으로 연결되어 있다. 이런 종류의 협각은 옛실젖거미아목·원실젖거미하목 거미에서 나타나며 근연인 무편목, 단미목, 미갈목에서도 나타난다. 순악형(脣顎形. Labidognathous) 협각은 체축에서 직각으로 움직인다. 순악형 협각은 새실젖거미하목 거미에게서만 나타난다.

#### 거미의 위턱

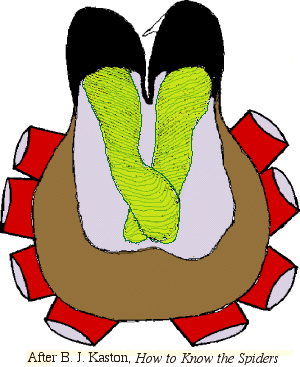
거미의 위턱 내부 구조 모습. </br>위턱(검정), 머리가슴 표면부(갈색), 다리(적갈색) 독샘과 이를 감싸는 근육 조직(연두색) </br>오른쪽 협각의 독이빨 부위는 두 협각 사이의 공간쪽으로 뻗어있다.

위턱이라고도 불리는 거미의 협각은 머리가슴과 연결된 밑마디(paturon)와 밑마디에 연결된 독이빨로 구성된다. 거의 모든 거미들의 위턱에는 독샘이 자리하고 있으며 거미가 먹이를 물면 먹이로 독이빨의 끝부분에 있는 개구부를 통해 독이 주입된다. 대부분의 거미들에게 있는 독샘은 이 독을 생산하고 위턱의 모든 마디에 걸쳐 있으며, 그 너머의 머리가슴부까지 뻗어있다. 피하주사기에 상응하는 조직적 기능을 가진 독이빨은 거미의 먹이를 둘러싸고 있는 피부, 가죽 또는 외골격을 뚫어버리는데, 거미의 구기는 대부분의 종에서 보통 곤충 및 기타 작은 절지동물 등 거미의 먹이에 주로 독 공격을 상정한 것이다. 밑마디에는 거미의 독샘 전체 또는 일부가 포함되어 있으며, 이 독샘을 짜서 분비되는 독의 양을 조절할 수 있다. 이러한 제어를 통해 거미는 무독성 교상, 각각 먹잇감이나 적의 특성에 맞춘 독 용량 또는 최대 독 용량을 관리하는 것을 수행한다. 이 제어는 가죽거미과의 구성원들이 만드는 독성 섬유를 내뱉는 것과 같은 행동에도 필수이다.(가죽거미류는 사냥과 방어 행동 둘 다 그 메커니즘에 따른다.)
거미가 먹이나 무언가를 물 때, 협각의 두 부위가 주머니칼처럼 함께 움직이며, 위협 표시를 하거나 실제로 물 준비를 할 때, 거미는 협각의 기부과 함께 송곳니의 각도를 크게 들어올리며, 머리가슴에 있는 기부도 크게 들어올린다. 타란툴라와 원실젖거미하목의 거미들에서는 송곳니 끝의 수평 분리가 크게 변하지 않지만, 다른 거미들의 경우 송곳니 끝이 서로 멀어질 뿐만 아니라 높이도 올라간다. 위에 표시된 꽤 큰 거미의 송곳니 끝도 꽤 날카로우며 거미의 몸은 송곳니를 살 속으로 파고들게 하는 데 잘 알맞다. 시드니깔때기그물거미 같은 거미들의 경우 연한 가죽신과 그 밑에 있던 발톱을 송곳니로 관통한 건이 보고된 적이 있다.

### 갈고리/가위형 협각

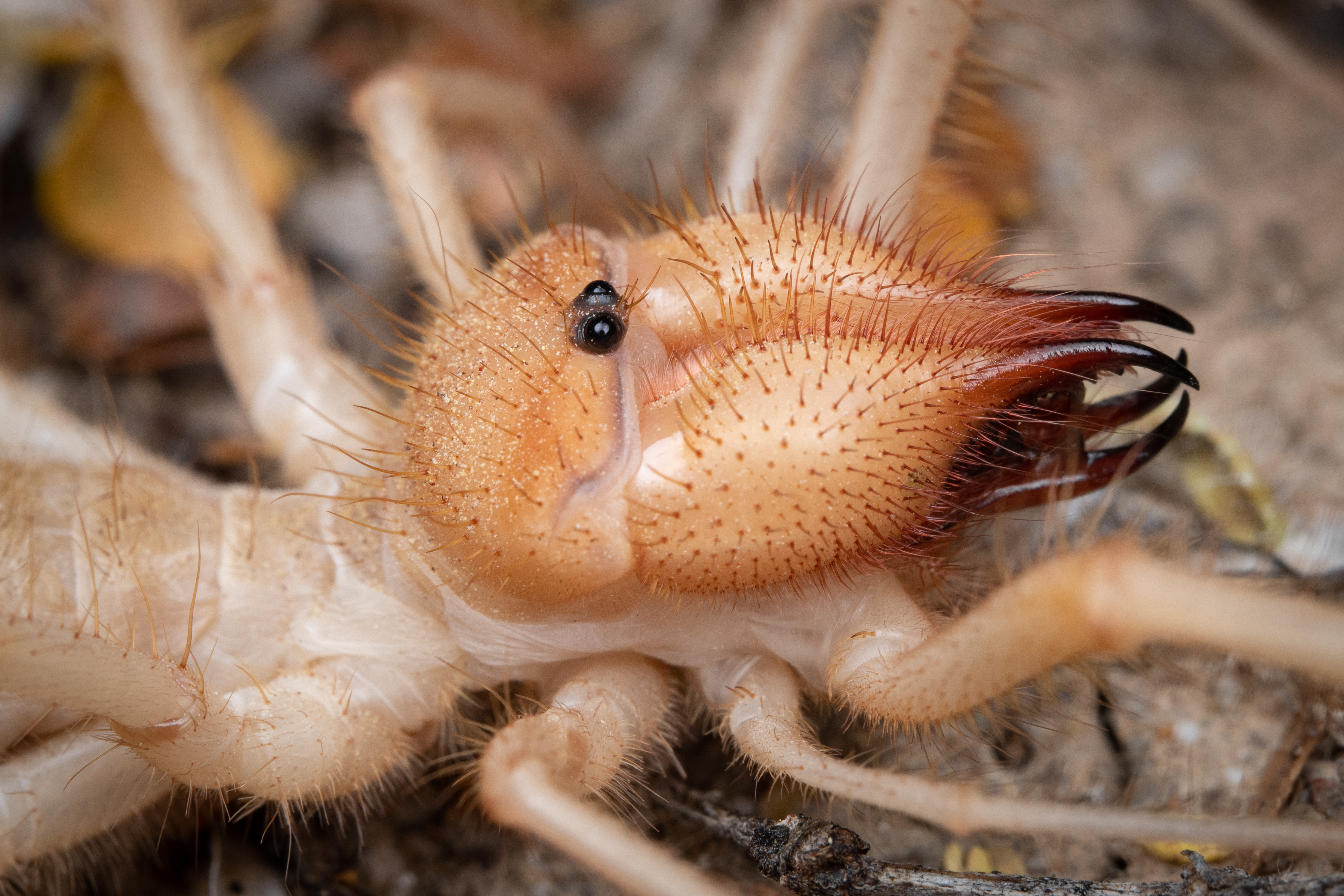
낙타거미의 가위형 협각
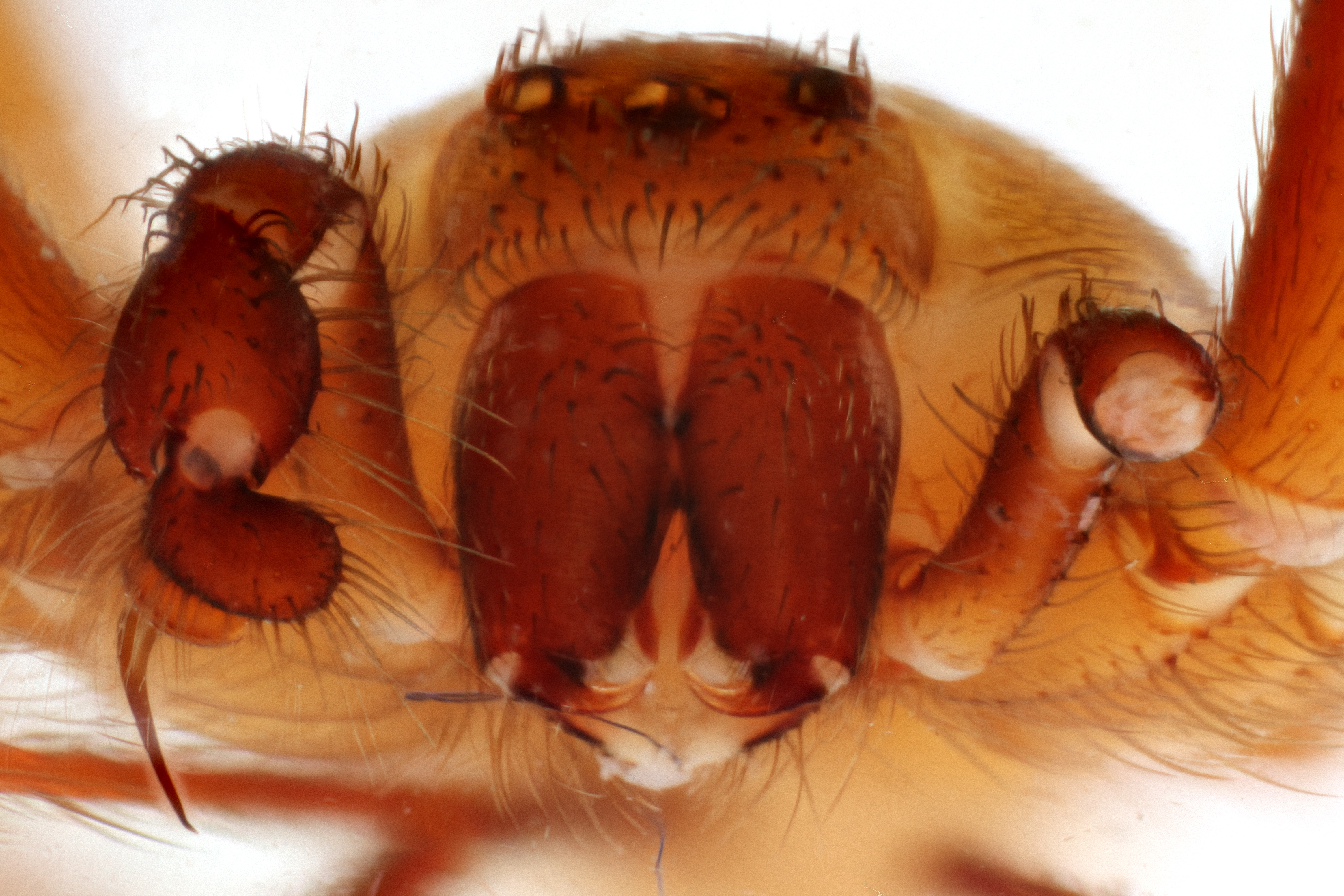
협각이 보이는 갈색은둔거미의 앞모습
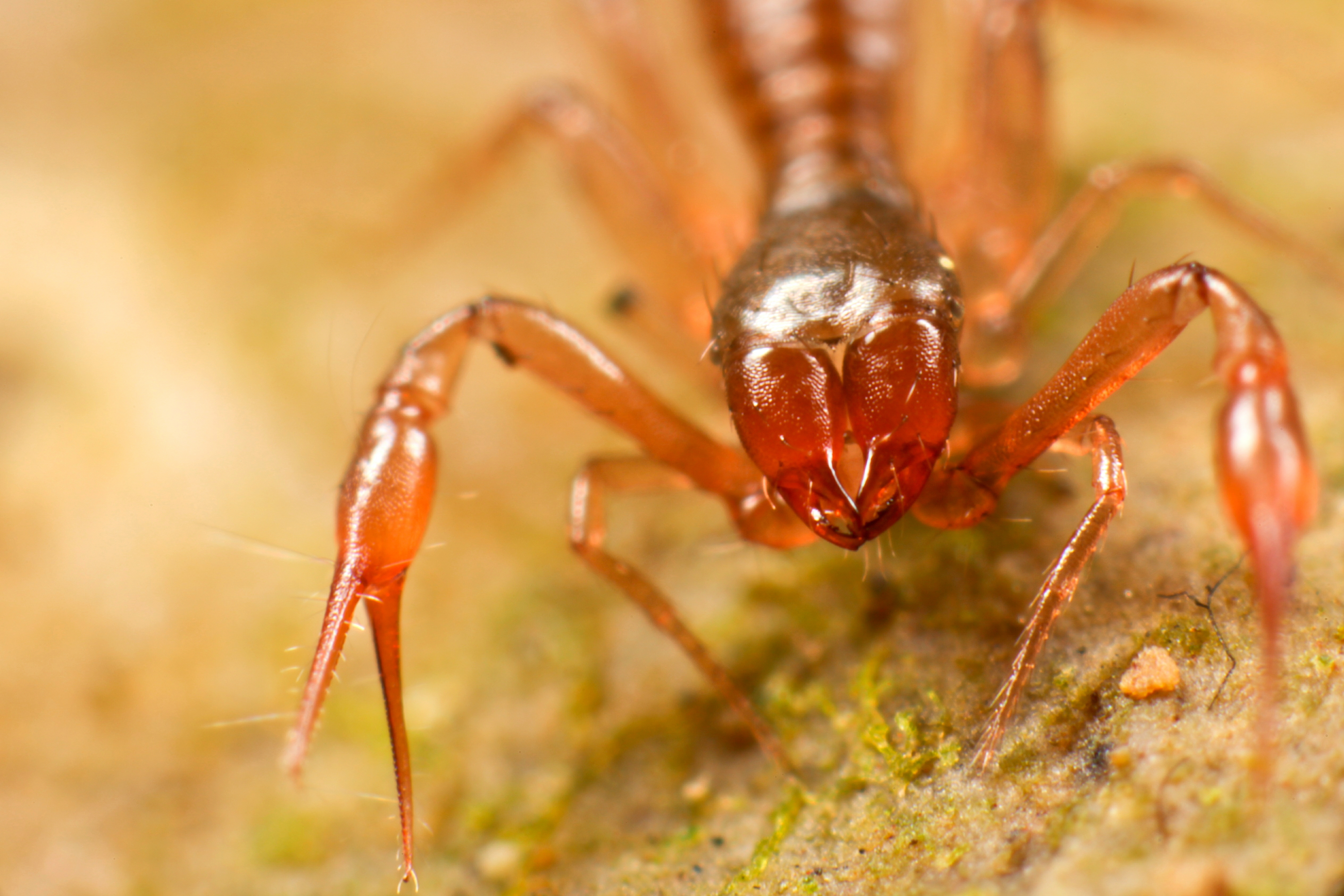
앉은뱅이의 협각

갈고리/가위형 협각은 두 개의 마디로 이루어진 집게 모양이며 앉은뱅이목, 낙타거미목, 절복목 및 일부 거미목(갈색은둔거미, 유령거미, 틈새베짜기거미)에서 볼 수 있다.

### 삼분할 집게형 협각

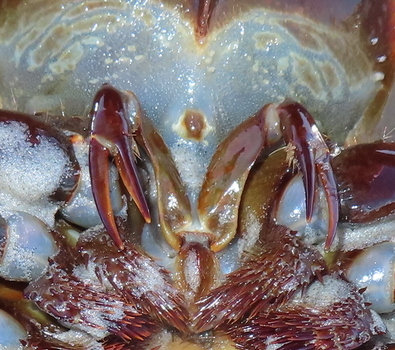
대서양투구게의 삼분할 협각
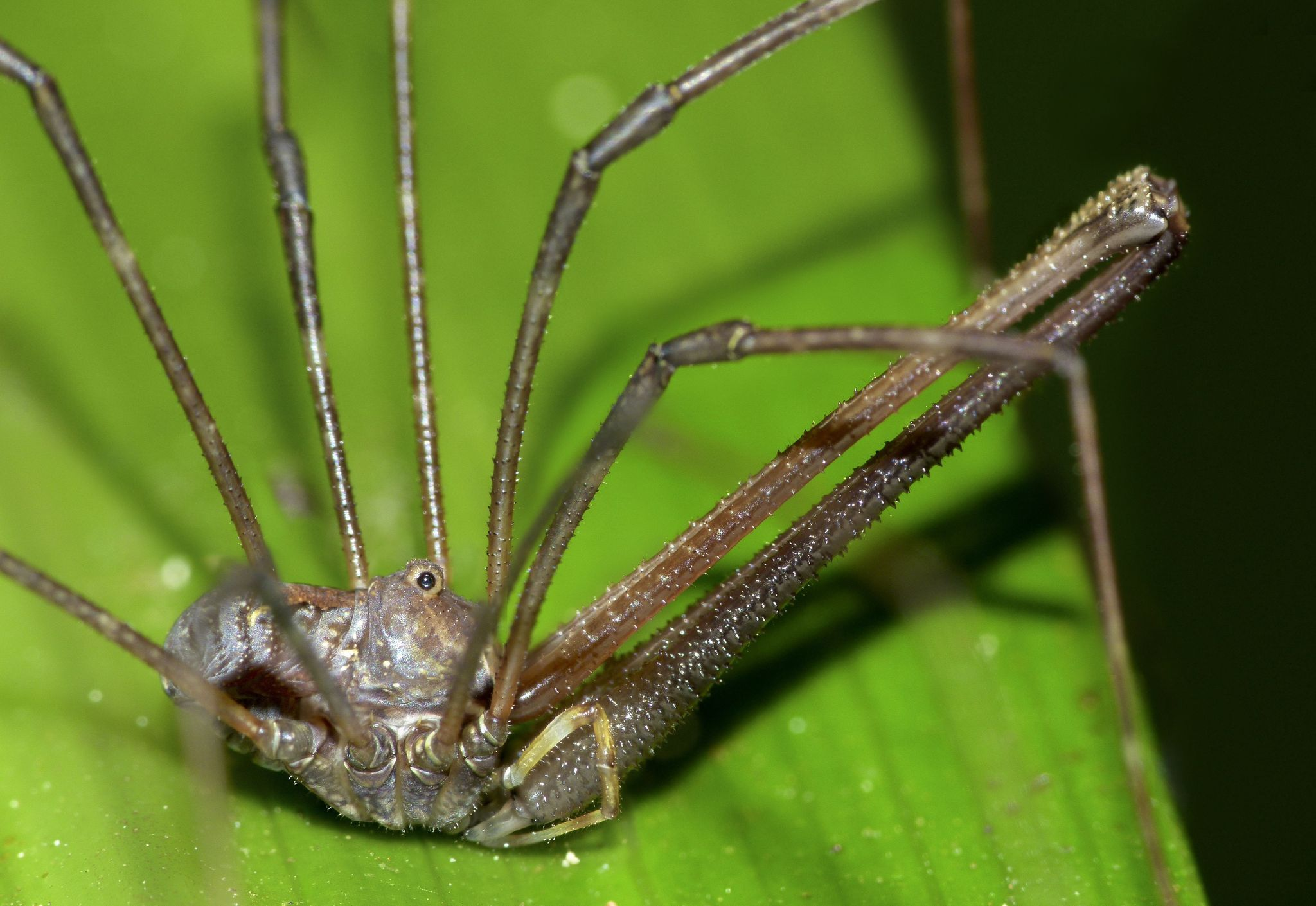
유난히 긴 삼분할 협각을 가진 Pantopsalis albipalpis (장님거미의 일종)
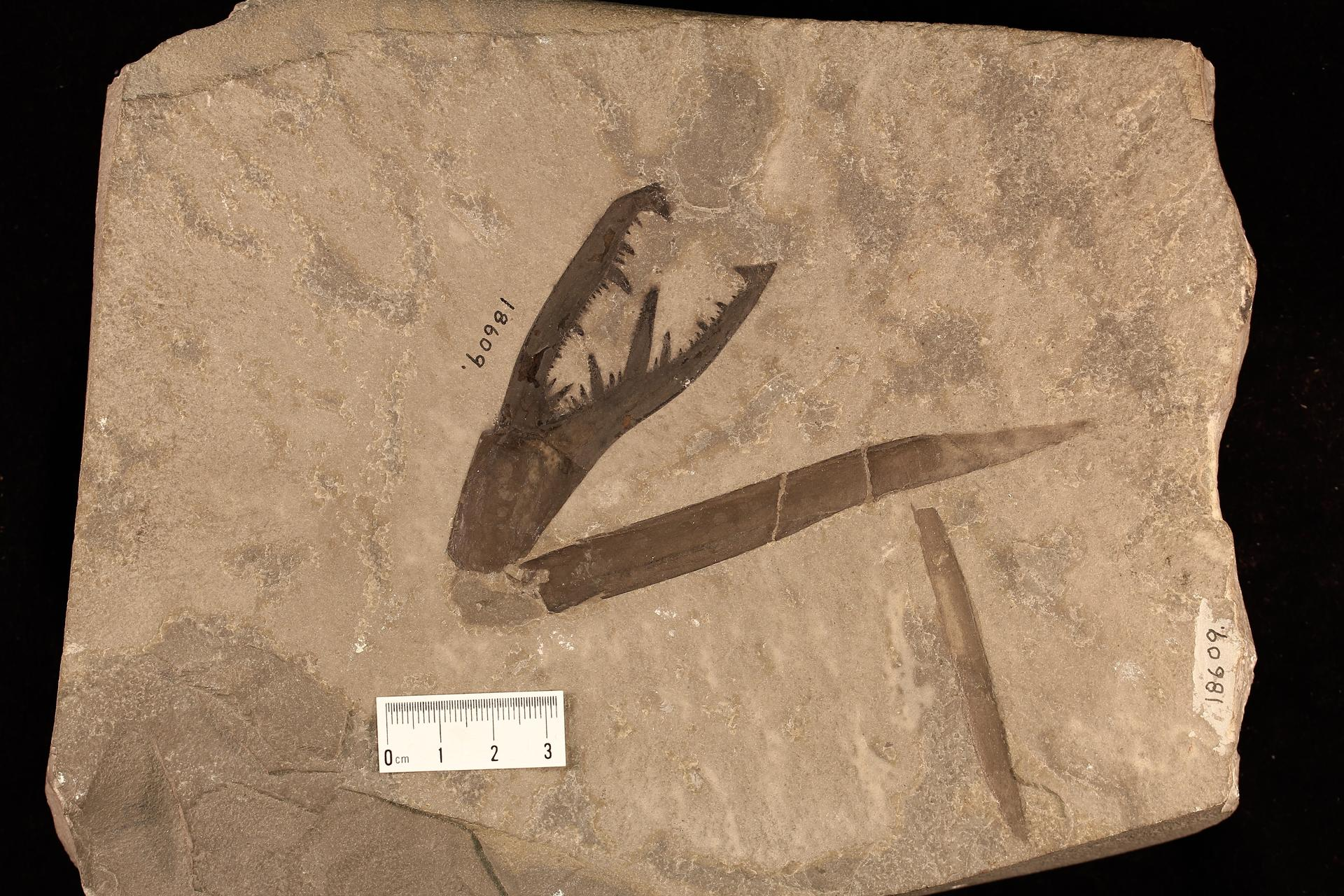
Acutiramus cummingsi (광익류)의 분리된 협각 화석

협각류 중 세 개의 마디로 된 집게 형태의 협각을 지닌 것들은 원시적이며 전갈, 통거미목 등의 거미강 협각류와 검미목, 광익목 등의 비거미강 협각류에게서 찾아 볼 수 있다. 바다거미의 전협각(chelifore)은 협각과 상동일 수 있다.